# تشارلز جيبسون (رسام)
تشارلز جيبسون (بالإنجليزية: Charles Dana Gibson)‏ (و. 1867 – 1944 م) هو رسام توضيحي، ورسام، وراسم أمريكي، توفي في مانهاتن، عن عمر يناهز 77 عاماً.

## التعليم
تعلم في رابطة طلاب الفن في نيويورك.

## وصلات خارجية
- تشارلز جيبسون على موقع IMDb (الإنجليزية)
- تشارلز جيبسون على موقع الموسوعة البريطانية (الإنجليزية)
- تشارلز جيبسون على موقع قاعدة بيانات برودواي على الإنترنت (الإنجليزية)

- تشارلز جيبسون في قاعدة بيانات الأفلام على الإنترنت